# Nati nel 1977/Luglio
| Questa pagina contiene informazioni ricavate automaticamente dalle voci biografiche con l'ausilio del template Bio e di un bot. L'aggiornamento è periodico e automatico e ricostruisce completamente la pagina. Se manca una persona in questa lista, sei pregato di non aggiungerla, ma accertati piuttosto che la sua voce biografica contenga il template Bio e che i dati anagrafici siano correttamente compilati. Se il template Bio manca, inseriscilo tu stesso o, in alternativa, metti l'avviso {{tmp\|Bio}} che ne segnala la mancanza. Se i dati riportati sono sbagliati, correggi direttamente la voce biografica; le modifiche saranno visibili in questa lista entro pochi giorni. Per chiarimenti vedi il progetto biografie. La lista contiene solo le 345 persone che sono citate nell'enciclopedia e per le quali è stato implementato correttamente il template Bio. Pagina aggiornata al 10 ago 2025. |

- 1º luglio - Gonçalo Alves, ex giocatore di calcio a 5 portoghese
- 1º luglio - Juri Alvisi, ex ciclista su strada italiano
- 1º luglio - Manuela Diamanti, ex cestista italiana
- 1º luglio - Razzaq Farhan, ex calciatore iracheno
- 1º luglio - Jarome Iginla, ex hockeista su ghiaccio canadese
- 1º luglio - Helena Jaklitsch, politica e storica slovena
- 1º luglio - Björn Leukemans, ex ciclista su strada belga
- 1º luglio - Lara Martelli, cantautrice italiana
- 1º luglio - Jessica Meir, astronauta statunitense
- 1º luglio - Cristián Muñoz, ex calciatore argentino
- 1º luglio - Greg Pattillo, flautista statunitense
- 1º luglio - Veselin Petrović, ex cestista e allenatore di pallacanestro serbo
- 1º luglio - Verónica Sánchez, attrice spagnola
- 1º luglio - Liv Tyler, attrice e ex modella statunitense
- 2 luglio - Erin Anttila, cantante finlandese
- 2 luglio - Deniz Barış, ex calciatore turco
- 2 luglio - Andrzej Bledzewski, ex calciatore polacco
- 2 luglio - Carlo Diomajuta, giocatore di biliardo italiano
- 2 luglio - Christoph Freund, dirigente sportivo e ex calciatore austriaco
- 2 luglio - Carl Froch, ex pugile e commentatore televisivo inglese
- 2 luglio - Aret Kapetanovic, modella, musicista e attrice nigeriana
- 2 luglio - Carlton Mellick III, scrittore statunitense
- 2 luglio - John Paesano, compositore e arrangiatore statunitense
- 2 luglio - José Rivera, pallavolista portoricano
- 2 luglio - Christian Steen, ex calciatore norvegese
- 2 luglio - Daniel Stefański, arbitro di calcio polacco
- 2 luglio - Maider Unda, ex lottatrice spagnola
- 3 luglio - Cătălin Burlacu, dirigente sportivo, allenatore di pallacanestro e ex cestista rumeno
- 3 luglio - Hamadou Djibo Issaka, canottiere e nuotatore nigerino
- 3 luglio - Jasmin Hercegovac, cestista sloveno
- 3 luglio - Natascha Keller, ex hockeista su prato tedesca
- 3 luglio - Liu Jinfeng, ex biatleta cinese
- 3 luglio - Fernando Ortiz, ex cestista portoricano
- 3 luglio - Oleh Saltovec', ex cestista ucraino
- 3 luglio - Sandra Smisek, ex calciatrice tedesca
- 3 luglio - Olsian Çela, avvocato albanese
- 4 luglio - Themīs Agathokleous, ex calciatore cipriota
- 4 luglio - Alborosie, cantautore e beatmaker italiano
- 4 luglio - Orri Páll Dýrason, batterista islandese
- 4 luglio - Alejandra Gulla, ex hockeista su prato argentina
- 4 luglio - Allan Jepsen, allenatore di calcio e ex calciatore danese
- 4 luglio - Jonas Kjellgren, cantante, musicista e produttore discografico svedese
- 4 luglio - Rima Maktabi, conduttrice televisiva e giornalista libanese
- 4 luglio - Daniel Melo, ex tennista brasiliano
- 4 luglio - Einar Moen, pianista, tastierista e compositore norvegese
- 4 luglio - Paolo Mori, autore di giochi italiano
- 4 luglio - Sebastián Méndez, allenatore di calcio e ex calciatore argentino
- 4 luglio - Balázs Nikolov, ex calciatore ungherese
- 4 luglio - Axel Rauschenbach, ex pattinatore artistico su ghiaccio tedesco
- 4 luglio - Zheng Bin, allenatore di calcio e ex calciatore cinese
- 5 luglio - Clare Azzopardi, scrittrice e traduttrice maltese
- 5 luglio - Patrick Calcagni, ex ciclista su strada svizzero
- 5 luglio - Gabriela Dancau, diplomatica romena
- 5 luglio - Nicolas Kiefer, ex tennista tedesco
- 5 luglio - Tobias Lindholm, regista e sceneggiatore danese
- 5 luglio - Royce da 5'9", rapper statunitense
- 5 luglio - Amilcar Moret Gonzalez, ballerino cubano
- 5 luglio - Ondjaki, scrittore e poeta angolano
- 5 luglio - Jan Nezmar, ex calciatore ceco
- 5 luglio - Michele Paggi, ex velocista italiano
- 5 luglio - Michelle Salzman, politica statunitense
- 6 luglio - Bruno Baltazar, allenatore di calcio e ex calciatore portoghese
- 6 luglio - Con Blatsis, ex calciatore australiano
- 6 luglio - Kris Clack, ex cestista statunitense
- 6 luglio - Audrey Fleurot, attrice francese
- 6 luglio - Lucrezia Lerro, scrittrice e poetessa italiana
- 6 luglio - Li Jinyu, ex calciatore e allenatore di calcio cinese
- 6 luglio - Ricardo Medina Jr., attore statunitense
- 6 luglio - Maks Mirny, allenatore di tennis e ex tennista bielorusso
- 6 luglio - Kirill Pryadkin, ex calciatore kirghiso
- 6 luglio - Rhymefest, rapper statunitense
- 6 luglio - Yevgeniy Safonov, ex calciatore uzbeko
- 6 luglio - Bradford Young, direttore della fotografia statunitense
- 6 luglio - Estuardo de León, allenatore di calcio a 5 e ex giocatore di calcio a 5 guatemalteco
- 7 luglio - Luca Belluzzi, ex velista sammarinese
- 7 luglio - Alessandro Caramiello, politico italiano
- 7 luglio - Channel 7, cantante e produttore discografico statunitense
- 7 luglio - David Chelule, ex mezzofondista e maratoneta keniota
- 7 luglio - Benjamin Huggel, allenatore di calcio e ex calciatore svizzero
- 7 luglio - Jocimar Jubanski, ex giocatore di calcio a 5 brasiliano
- 7 luglio - Zvenyika Makonese, ex calciatore zimbabwese
- 7 luglio - Sara Palmas, mezzofondista italiana
- 7 luglio - Chris Redman, giocatore di football americano statunitense
- 7 luglio - Donovan Ricketts, ex calciatore giamaicano
- 7 luglio - Dušan Sninský, calciatore slovacco
- 7 luglio - Juri Tamburini, allenatore di calcio e ex calciatore italiano
- 7 luglio - Volodymyr V"jatrovyč, storico e politico ucraino
- 8 luglio - Christian Abbiati, dirigente sportivo e ex calciatore italiano
- 8 luglio - Naea Bennett, allenatore di calcio e ex calciatore francese
- 8 luglio - Cristiana Checchi, ex pesista e discobola italiana
- 8 luglio - Sparo Manero, rapper italiano
- 8 luglio - Roberto Gravina, politico italiano
- 8 luglio - Tōru Irie, allenatore di calcio e ex calciatore giapponese
- 8 luglio - David Kannemeyer, ex calciatore sudafricano
- 8 luglio - Liu Xianying, ex biatleta cinese
- 8 luglio - Ana Perović, ex cestista serba
- 8 luglio - Riitta Pitkänen, ex sciatrice alpina finlandese
- 8 luglio - Selima Sfar, ex tennista tunisina
- 8 luglio - Paolo Tiralongo, dirigente sportivo e ex ciclista su strada italiano
- 8 luglio - Milo Ventimiglia, attore statunitense
- 8 luglio - Wang Zhizhi, ex cestista e allenatore di pallacanestro cinese
- 9 luglio - Ewa Da Cruz, attrice norvegese
- 9 luglio - Vitalij Gerasimov, generale russo
- 9 luglio - Alessandro Grazian, cantante, musicista e compositore italiano
- 9 luglio - Ben McAdoo, allenatore di football americano statunitense
- 9 luglio - Natsume Ono, fumettista giapponese
- 9 luglio - George Sotiropoulos, artista marziale misto australiano
- 10 luglio - Sonia Aquino, attrice italiana
- 10 luglio - Chiwetel Ejiofor, attore britannico
- 10 luglio - Cary Fukunaga, regista, sceneggiatore e produttore cinematografico statunitense
- 10 luglio - Ahmed Abdi Godane, terrorista somalo († 2014)
- 10 luglio - Danny Griffin, ex calciatore nordirlandese
- 10 luglio - Han Song-chol, calciatore nordcoreano
- 10 luglio - Lili Hinstin, direttrice artistica francese
- 10 luglio - Levan K'obiashvili, dirigente sportivo e ex calciatore georgiano
- 10 luglio - Albana Koçiu, politica albanese
- 10 luglio - Finau Maka, rugbista a 15 tongano
- 10 luglio - Fatna Maraoui, ex mezzofondista e ex maratoneta italiana
- 10 luglio - Jamba, ex calciatore angolano
- 11 luglio - Rashid Al-Mugren, calciatore saudita
- 11 luglio - Nataša Anđelić, ex cestista serba
- 11 luglio - Mira Arojo, cantante e musicista bulgara
- 11 luglio - Casper Crump, attore danese
- 11 luglio - Jon Gomm, chitarrista inglese
- 11 luglio - Luke Harding, linguista australiano
- 11 luglio - Robert Kempiński, scacchista polacco
- 11 luglio - Takumi Morikawa, ex calciatore giapponese
- 11 luglio - Etsuko Nakanishi, batterista giapponese
- 11 luglio - Jorge Luis Ramírez, ex calciatore cubano
- 11 luglio - Chiara Ricci, attrice, conduttrice televisiva e ex modella italiana
- 11 luglio - Tobias Welz, arbitro di calcio tedesco
- 12 luglio - Alessandro Bianchi, ex cestista italiano
- 12 luglio - Jejomar Binay Jr., politico filippino
- 12 luglio - Marya, cantante e rapper italiana
- 12 luglio - Masahiro Fukazawa, ex calciatore giapponese
- 12 luglio - Jure Golčer, ex ciclista su strada sloveno
- 12 luglio - Neil Harris, allenatore di calcio e ex calciatore inglese
- 12 luglio - Raoul Hedebouw, politico belga
- 12 luglio - David Henríquez, ex calciatore cileno
- 12 luglio - Steve Howey, attore statunitense
- 12 luglio - Salman Isa, calciatore bahreinita
- 12 luglio - Brock Lesnar, wrestler e ex artista marziale misto statunitense
- 12 luglio - Francesca Lubiani, ex tennista italiana
- 12 luglio - Jean-Claude Rabbath, ex altista libanese
- 12 luglio - Paul Sampson, rugbista a 15 inglese
- 12 luglio - Marco Silva, allenatore di calcio e ex calciatore portoghese
- 12 luglio - Lennart Steffensen, ex calciatore norvegese
- 12 luglio - Ferdinando Tozzi, giurista italiano
- 12 luglio - Clayton Zane, allenatore di calcio e ex calciatore australiano
- 13 luglio - Alejandro Monteverde, regista, attore e sceneggiatore messicano
- 13 luglio - Donte Mathis, ex cestista e allenatore di pallacanestro statunitense
- 13 luglio - Christophe Meslin, ex calciatore francese
- 13 luglio - Romain Mesnil, ex astista francese
- 13 luglio - Saigon, rapper statunitense
- 13 luglio - Ashley Scott, attrice e modella statunitense
- 13 luglio - Kari Wahlgren, doppiatrice statunitense
- 13 luglio - Tim Weaver, scrittore inglese
- 13 luglio - Yang Ying, ex tennistavolista cinese
- 14 luglio - Peter Abelsson, ex calciatore svedese
- 14 luglio - Werner Greeff, ex rugbista a 15 sudafricano
- 14 luglio - Huck Hodge, compositore statunitense
- 14 luglio - Veronica Maya, conduttrice televisiva e showgirl italiana
- 14 luglio - Daniele Montereali, giocatore di biliardo italiano
- 14 luglio - Gonzalo Norberto Pavone, ex calciatore argentino
- 14 luglio - Adil Ramzi, ex calciatore marocchino
- 14 luglio - Alessandra Selmi, scrittrice italiana
- 14 luglio - Alessio Spataro, fumettista e disegnatore italiano
- 14 luglio - Vittoria di Svezia, principessa svedese
- 14 luglio - Maciej Tomczak, schermidore polacco
- 15 luglio - Rachele Bastreghi, cantautrice e polistrumentista italiana
- 15 luglio - Bian Jun, ex calciatore cinese
- 15 luglio - Roberto Brown, ex calciatore panamense
- 15 luglio - Jimmy Cundasami, ex calciatore mauriziano
- 15 luglio - Paul Korir, ex mezzofondista keniota
- 15 luglio - Michele Maggioli, ex cestista italiano
- 15 luglio - Lester Moré, ex calciatore cubano
- 15 luglio - Abram Nteo, ex calciatore sudafricano
- 15 luglio - Lana Parrilla, attrice statunitense
- 16 luglio - Andrij Dykan', ex calciatore ucraino
- 16 luglio - Håkan Malmström, ex calciatore svedese
- 16 luglio - Giorgio Silli, politico italiano
- 17 luglio - Salvatore Cabibbo, allenatore di pallacanestro italiano
- 17 luglio - Pavel Frána, ex cestista ceco
- 17 luglio - Paul Heckingbottom, allenatore di calcio e ex calciatore inglese
- 17 luglio - Leif Hoste, ex ciclista su strada belga
- 17 luglio - Nina Kreutzmann Jørgensen, cantante e insegnante groenlandese
- 17 luglio - Marcel Lička, allenatore di calcio e ex calciatore ceco
- 17 luglio - Édson Mendes dos Reis, ex calciatore brasiliano
- 17 luglio - Pedro Robles, ex cestista spagnolo
- 17 luglio - Mario Stecher, ex combinatista nordico austriaco
- 17 luglio - Wout Wijsmans, ex pallavolista belga
- 18 luglio - Aleksandr Sergeevič Morozevič, scacchista russo
- 18 luglio - Kelly Reilly, attrice britannica
- 18 luglio - Niweat Siriwong, calciatore thailandese
- 18 luglio - Alfian bin Sa'at, scrittore singaporiano
- 19 luglio - Iiro Aalto, ex calciatore finlandese
- 19 luglio - Marcus Bell, ex giocatore di football americano statunitense
- 19 luglio - Erin Cummings, attrice statunitense
- 19 luglio - Mathieu Denis, schermidore francese
- 19 luglio - Lars Guggisberg, politico svizzero
- 19 luglio - Jan Kaczkowski, presbitero e teologo polacco († 2016)
- 19 luglio - Tony Mamaluke, ex wrestler statunitense
- 19 luglio - Haitham Mustafa, ex calciatore sudanese
- 20 luglio - Alessandro dos Santos, ex calciatore brasiliano
- 20 luglio - Silvia Bencivelli, giornalista, divulgatrice scientifica e conduttrice radiofonica italiana
- 20 luglio - Fabio Cinti, cantautore italiano
- 20 luglio - Ina Delčeva, ex ginnasta bulgara
- 20 luglio - Felipe Flores Quijada, ex calciatore cileno
- 20 luglio - Gastón Losa, ex calciatore argentino
- 20 luglio - Marquinhos Paraná, ex calciatore brasiliano
- 20 luglio - Kiki Musampa, allenatore di calcio e ex calciatore congolese (Repubblica Democratica del Congo)
- 20 luglio - Yves Niaré, pesista e discobolo francese († 2012)
- 20 luglio - Kenneth Ølsson, batterista norvegese
- 20 luglio - Francesco Pacifico, scrittore e traduttore italiano
- 20 luglio - Şebnem Paker, cantante turca
- 20 luglio - Sylvia Plischke, ex tennista austriaca
- 20 luglio - Renato Queirós, ex calciatore portoghese
- 20 luglio - Carlos Quiñónez, ex calciatore guatemalteco
- 20 luglio - Susana Werner, attrice e modella brasiliana
- 21 luglio - Sarah Biasini, attrice francese
- 21 luglio - Paul Casey, golfista britannico
- 21 luglio - Carlos Danieli, ex giocatore di calcio a 5 brasiliano
- 21 luglio - Danny Ecker, ex astista tedesco
- 21 luglio - Llewellyn Herbert, ex ostacolista sudafricano
- 21 luglio - Vanja Iveša, ex calciatore croato
- 21 luglio - Ol'ha Lelejko, schermitrice ucraina
- 21 luglio - Saša Marković, ex cestista bosniaco
- 21 luglio - Allison Wagner, ex nuotatrice statunitense
- 21 luglio - Natsumi Yabuuchi, ex cestista e allenatrice di pallacanestro giapponese
- 22 luglio - Joaquim Dos Santos, animatore, regista e produttore cinematografico portoghese
- 22 luglio - Marco Benevento, cantautore, pianista e compositore statunitense
- 22 luglio - Hennadij Bilodid, ex judoka ucraino
- 22 luglio - Claudio Charquero, ex cestista uruguaiano
- 22 luglio - Desmond Ferguson, ex cestista statunitense
- 22 luglio - Ezio Galon, allenatore di rugby a 15 e ex rugbista a 15 italiano
- 22 luglio - Mauro Gattinoni, politico e manager italiano
- 22 luglio - Alessandro Grandoni, allenatore di calcio e ex calciatore italiano
- 22 luglio - Gustavo Nery, ex calciatore brasiliano
- 22 luglio - Ingo Hertzsch, ex calciatore tedesco
- 22 luglio - Alessandro Lucarelli, dirigente sportivo e ex calciatore italiano
- 22 luglio - Jennie Löfgren, cantante e compositrice svedese
- 22 luglio - Roberto Stellone, allenatore di calcio e ex calciatore italiano
- 23 luglio - Gail Emms, ex giocatrice di badminton britannica
- 23 luglio - Francesco Fortunato, pallavolista italiano
- 23 luglio - Marcos Márquez, ex calciatore spagnolo
- 23 luglio - Shane McRae, attore statunitense
- 23 luglio - Artion Poçi, allenatore di calcio e ex calciatore albanese
- 23 luglio - Neicer Reasco, ex calciatore ecuadoriano
- 23 luglio - Walter Rivetti, doppiatore e direttore del doppiaggio italiano
- 24 luglio - Cédric Anselin, allenatore di calcio e ex calciatore francese
- 24 luglio - Arnold Bruggink, ex calciatore olandese
- 24 luglio - Michelle Buteau, comica, attrice e conduttrice televisiva statunitense
- 24 luglio - Naoki Chiba, ex calciatore giapponese
- 24 luglio - Danny Dyer, attore e doppiatore britannico
- 24 luglio - Vratislav Greško, allenatore di calcio e ex calciatore slovacco
- 24 luglio - Olivera Jevtić, maratoneta e mezzofondista serba
- 24 luglio - Yago Lamela, lunghista spagnolo († 2014)
- 24 luglio - Mehdi Mahdavikia, ex calciatore iraniano
- 24 luglio - Rudy Markussen, ex pugile danese
- 24 luglio - Jairo Morris, ex calciatore anglo-verginiano
- 24 luglio - Pape Amadou N'Diaye, ex calciatore senegalese
- 24 luglio - Anita Rapp, ex calciatrice norvegese
- 25 luglio - Damaris Aguirre, ex sollevatrice messicana
- 25 luglio - Carolina Albuquerque, pallavolista brasiliana
- 25 luglio - Stress, rapper estone
- 25 luglio - Ahmad Batebi, attivista iraniano
- 25 luglio - Ronald Beitler, pilota motociclistico olandese
- 25 luglio - Gordon Braun, ex calciatore lussemburghese
- 25 luglio - Summer Erb, ex cestista e allenatrice di pallacanestro statunitense
- 25 luglio - Leo Fitzpatrick, attore statunitense
- 25 luglio - Ruslan Pidhornyj, ex ciclista su strada e pistard ucraino
- 25 luglio - Ibrahim Tanko, allenatore di calcio e ex calciatore ghanese
- 25 luglio - Kenny Thomas, ex cestista statunitense
- 25 luglio - Zdeněk Vítek, biatleta e fondista ceco
- 26 luglio - Enzo Amich, politico italiano
- 26 luglio - Anders Møller Christensen, ex calciatore danese
- 26 luglio - Atle Roar Håland, ex calciatore norvegese
- 26 luglio - Maximilian Hecker, musicista tedesco
- 26 luglio - Martin Laursen, ex calciatore danese
- 26 luglio - Markwayne Mullin, politico statunitense
- 26 luglio - Rebecca St. James, cantante australiana
- 26 luglio - Aljaksandr Syman, ex biatleta bielorusso
- 26 luglio - Tanja Szewczenko, ex pattinatrice artistica su ghiaccio tedesca
- 26 luglio - Anthony Tokpah, ex calciatore liberiano
- 26 luglio - Krisztián Veréb, canoista ungherese († 2020)
- 27 luglio - Jean-David Bernard, canottiere francese
- 27 luglio - Pedro Alfonso Fernández, ex calciatore venezuelano
- 27 luglio - Reda Kateb, attore francese
- 27 luglio - Parag Khanna, politologo indiano
- 27 luglio - Dina Kočetkova, ex ginnasta russa
- 27 luglio - Martha Madison, attrice statunitense
- 27 luglio - Massimo Margiotta, dirigente sportivo e ex calciatore italiano
- 27 luglio - Dade, bassista, produttore discografico e cantante italiano
- 27 luglio - Ana Pontón, politica e politologa spagnola
- 27 luglio - Jonathan Rhys Meyers, attore, modello e musicista irlandese
- 27 luglio - Guy Rucker, ex cestista statunitense
- 27 luglio - Chris Sørensen, ex calciatore danese
- 27 luglio - Eirīnī Stachtiarī, ex cestista greca
- 27 luglio - Marlon Yared, pallavolista brasiliano
- 28 luglio - Aki Berg, ex hockeista su ghiaccio finlandese
- 28 luglio - Mark Boswell, altista canadese
- 28 luglio - Pascale Bruderer, politica svizzera
- 28 luglio - Zippora, cantante belga
- 28 luglio - Yania Ferrales, ex discobola cubana
- 28 luglio - Mike Giannelli, ex sciatore alpino canadese
- 28 luglio - Emanuel Ginóbili, ex cestista argentino
- 28 luglio - Allan Hawco, attore, sceneggiatore e produttore televisivo canadese
- 28 luglio - Dexter Jackson, ex giocatore di football americano statunitense
- 28 luglio - Malakai Kainihewe, ex calciatore figiano
- 28 luglio - Chris Samuels, ex giocatore di football americano statunitense
- 28 luglio - Ladislav Sokolovský, ex cestista, allenatore di pallacanestro e dirigente sportivo ceco
- 28 luglio - Iris Wolff, scrittrice tedesca
- 28 luglio - Aleksandar Živković, ex calciatore serbo
- 29 luglio - Giorgio Berrugi, clarinettista italiano
- 29 luglio - Danger Mouse, musicista, cantautore e produttore discografico statunitense
- 29 luglio - Poul Ennigarð, ex calciatore faroese
- 29 luglio - Thierry Etouayo, ex calciatore congolese (Repubblica del Congo)
- 29 luglio - Kimani Ffriend, ex cestista giamaicano
- 29 luglio - Darkchild, produttore discografico statunitense
- 29 luglio - Katsushi Kurihara, ex calciatore giapponese
- 29 luglio - Predrag Ocokoljić, ex calciatore serbo
- 29 luglio - Flavio Pace, arcivescovo cattolico italiano
- 30 luglio - Javier Botet, attore spagnolo
- 30 luglio - John Carbone, ex calciatore australiano
- 30 luglio - Gia Darling, ex attrice pornografica statunitense
- 30 luglio - Misty May-Treanor, ex giocatrice di beach volley statunitense
- 30 luglio - Blaise Metreweli, agente segreto e dirigente pubblica britannica
- 30 luglio - Brother Ali, rapper e beatmaker statunitense
- 30 luglio - Jürgen Patocka, allenatore di calcio e ex calciatore austriaco
- 30 luglio - Julio Alberto Pérez Cuapio, ex ciclista su strada messicano
- 30 luglio - Jaime Pressly, attrice e modella statunitense
- 30 luglio - Pita Rabo, calciatore figiano
- 30 luglio - Sebastián Sichel, politico e avvocato cileno
- 30 luglio - Bootsy Thornton, ex cestista statunitense
- 30 luglio - Damiano Vannucci, ex calciatore sammarinese
- 30 luglio - Ian Watkins, cantante, musicista e criminale britannico
- 30 luglio - Fabrício Werdum, artista marziale misto brasiliano
- 31 luglio - Tim Couch, ex giocatore di football americano statunitense
- 31 luglio - Bolívar Gómez, ex calciatore ecuadoriano
- 31 luglio - Grand Corps Malade, poeta francese
- 31 luglio - Jennifer Kessy, ex pallavolista e giocatrice di beach volley statunitense
- 31 luglio - Renato Pasini, ex fondista italiano
- 31 luglio - Stefano Pozzolini, ex snowboarder italiano
- 31 luglio - Sarah Jane Ranieri, conduttrice radiofonica italiana
- 31 luglio - Josh Watson, ex nuotatore australiano